# 965 Angelica
965 Angelica è un asteroide della fascia principale del diametro medio di circa 53,63 km. Scoperto nel 1921 da Johannes Franz Hartmann, presenta un'orbita caratterizzata da un semiasse maggiore pari a 3,1460730 UA e da un'eccentricità di 0,2863778, inclinata di 21,47574° rispetto all'eclittica.
Il suo nome è in onore di Angelica Hartmann, la moglie dello scopritore.